# JINRUI (NEEのシングル)
「JINRUI」（ジンルイ）は、NEEの4作目のシングル。2020年8月9日にL.C.L RECORDSからデジタルリリースされた。

## 概要
- 前作『クソ畜生、よろこんで』から約1年振りのリリース。
- 本作のリードトラック「不革命前夜」のミュージック・ビデオのアニメーションをイラストレーター・こむぎこ2000が担当[2]。ボーカルのくぅが自らこむぎこ2000とコンタクトを取り、作品が完成。こむぎこ2000の描く独特の世界観がNEEの音源とマッチしたMVに仕上がっている[2]。

## 収録曲
- 全作詞・作曲：くぅ

1. 不革命前夜
  - 2020年8月7日にMVが公開された。
  - 2021年1月10日放送のテレビ朝日系『関ジャム 完全燃SHOW』の企画「売れっ子プロデューサーが選ぶ2020・年間ベスト10」にて、ゲスの極み乙女。の川谷絵音が9位に本曲がランクイン[3][4]。この選出に関して川谷は、「サビの爆発力がたまらなく、イントロのギターがめちゃくちゃデカイ。不気味なミックスになっている箇所が新しくて、耳にかなりつきました。」とコメントした[4]。
2. ボキは最強
  - 2022年2月2日にMVが公開された。
3. 万事思通
  - 2020年4月14日にMVが公開された。